# グリーン・リネット
グリーン・リネット・レコード（Green Linnet Records）は、主にケルト音楽を扱うインディーズレーベル。
1970年代初頭にリサ・ナル (Lisa Null)とパトリック・スカイによって創設された。当初はリサの自宅を拠点としていたが、ウェンディ・ニュートン (Wendy Newton)によって引き継がれるとコネチカット州ダンベリーへと移った。
ウェンディがこれに加わる動機は、アイルランドを訪れてクレア県の小さなパブで初めてアイルランド伝統音楽を聴いたことにあった。彼女はアルタン、カパーケリー、タナヒル・ウィーヴァーズなどのミュージシャンと契約してレコードを出した。1992年にはマダガスカル、ナイジェリア、キューバ他の音楽を扱う子会社Xenophile Recordsが派生した。1997年には低価格のコンピレーションを出すCeltophile Recordsを始めた。
創立から2006年の売り上げまで、グリーン・リネットは最も影響の強いケルト音楽レーベルの一つで、何百ものアルバムをアイルランド、スコットランド、ブルターニュ、ガリシア、アイルランド系アメリカ人のミュージシャンで出していた。2002年、未払いの著作権使用料の要求がチェリッシュ・ザ・レイディーズやアルタンなどのバンドからなされる問題が生じた。2006年にはほとんどのアーティストに支払われたものの、残りの要求は続いた。こうしてグリーン・リネットと元オーナーのウェンディ・ニュートンの遺産は損なわれた。
2006年5月、グリーン・リネットは音楽ダウンロード企業デジタル・ミュージック・グループ（DMG）に売却された。DMGはグリーン・リネットとXenophileのCDの製造・販売権をコンパス・レコードへと売却した。グリーン・リネットのカタログはwww.greenlinnet.comにてそのまま利用できる。